# 丹尼斯·羅伯特·豪格蘭
丹尼斯·羅伯特·豪格蘭（Dennis Robert Hoagland，1884年4月2日—1949年9月5日）是專精於植物營養領域的植物生理學家。豪格蘭1927年至1949年間在加州大學柏克萊分校教授植物營養學，也是美國國家科學院院士。他最為人所知的成就為水耕栽培技術的研究，以及調配出豪格蘭養液。
豪格蘭在史丹佛大學時主修化學，並於1907年畢業。1908年成為加州大學柏克萊分校動物營養研究室的講師和助理，並與此機構結下不解之緣。他本來的研究領域多在動物營養和生物化學等，1912年進入威斯康辛大學農業化學研究所，將目光轉向植物研究，於1913年取得碩士學位。豪格蘭隔年便回到柏克萊，成為農業化學系助理教授。
水耕用的豪格蘭養液不僅提供植物所需的所有無機營養成份，而且很多不同種類的植物都可以採用豪格蘭養液。1938年豪格蘭和他的同僚阿農（Arnon）調製出豪格蘭養液後，該養液已經被改良了許多次，最著名的莫過於加了鐵系錯合物的版本。